# شعب لاك

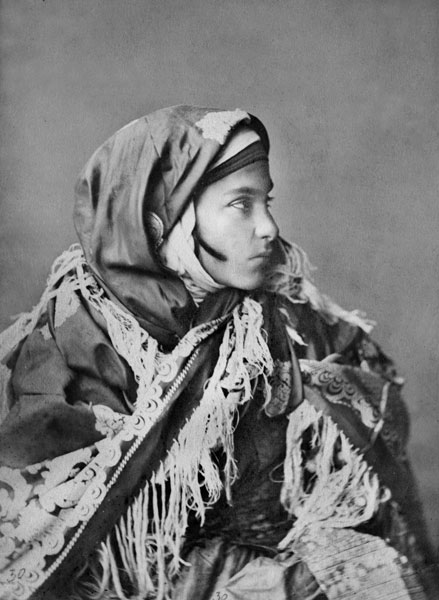

اللاكيون (لاك باللغة اللاكية، ლეკი بالجورجية) هم مجموعة عرقية يعيش 190,000 فرد منها في داغستان.